# Patricia Conte
Patricia Conte (* 19. Februar 1971) ist eine ehemalige argentinische Leichtgewichts-Ruderin. Sie gewann im Leichtgewichts-Zweier ohne Steuerfrau zwei Medaillen bei Weltmeisterschaften.

## Sportliche Karriere
Die 1,63 m große Patricia Conte belegte 1992 bei den Weltmeisterschaften in Montreal den letzten Platz im Leichtgewichts-Einer. Drei Jahre später ruderte sie bei den Weltmeisterschaften 1995 zusammen mit Elina Urbano auf den 13. Platz im Leichtgewichts-Doppelzweier. Im gleichen Jahr siegten die beiden auch bei den Panamerikanischen Spielen.
1998 bildeten die beiden einen Leichtgewichts-Zweier ohne Steuerfrau. Bei den Weltmeisterschaften in Köln belegten sie den zweiten Platz hinter den Britinnen Juliet Machan und Jo Nitsch. 1999 siegten Urbano und Conte bei den Panamerikanischen Spielen 1999 in Winnipeg im Leichtgewichts-Doppelzweier und zusammen mit Marisa Peguri und María Garisoain auch im Leichtgewichts-Doppelvierer. Zwei Wochen nach dem Ende der Spiele in Winnipeg begannen in St. Catharines die Ruder-Weltmeisterschaften 1999. Urbano und Conte traten wie im Vorjahr im Leichtgewichts-Zweier ohne Steuerfrau an und belegten den vierten Platz. Zwei Jahre später gewannen die beiden bei den Weltmeisterschaften 2001 in Luzern noch einmal Bronze im Zweier.